# Cylindraspis
Cylindraspis ist eine Gattung ausgestorbener Riesenschildkröten auf der Inselgruppe der Maskarenen.
Als diese Schildkröten zuerst entdeckt wurden, hatten die Inseln der Maskarenen sehr große Schildkrötenpopulationen. Diese wurden nach Beginn der menschlichen Besiedlung stark genutzt und eventuell dadurch ausgerottet. Andere zusätzlich mögliche Gründe wären eingeschleppte Ratten oder Raubtiere.
Der Panzer der Riesenschildkröten der Maskarenen war teilweise zurückgebildet. Das liegt sicherlich einerseits am größeren Abstand zum Festland, der eine längere eigenständige Evolution erlaubte als auf den Seychellen, andererseits daran, dass diese Inseln raubtierfrei waren und dadurch der Panzer unnötig war.

## Artenliste
Es gab die folgenden fünf Cylindraspis-Arten:
- †Cylindraspis indica, Réunion-Riesenschildkröte, aus Réunion
- † Cylindraspis inepta, Mauritius-Sattelrücken-Riesenschildkröte, aus Mauritius
- † Cylindraspis peltastes, Rodrigues-Riesenschildkröte, aus Rodrigues
- † Cylindraspis triserrata, Mauritius-Riesenschildkröte, aus Mauritius
- † Cylindraspis vosmaeri, Rodrigues-Sattelrücken-Riesenschildkröte, aus Rodrigues

## Galerie

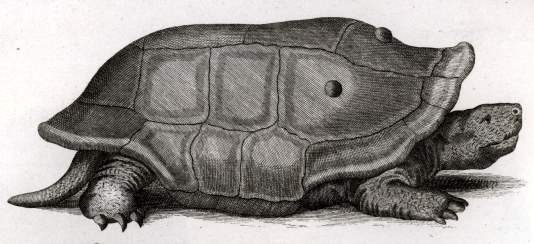
Cylindraspis indica
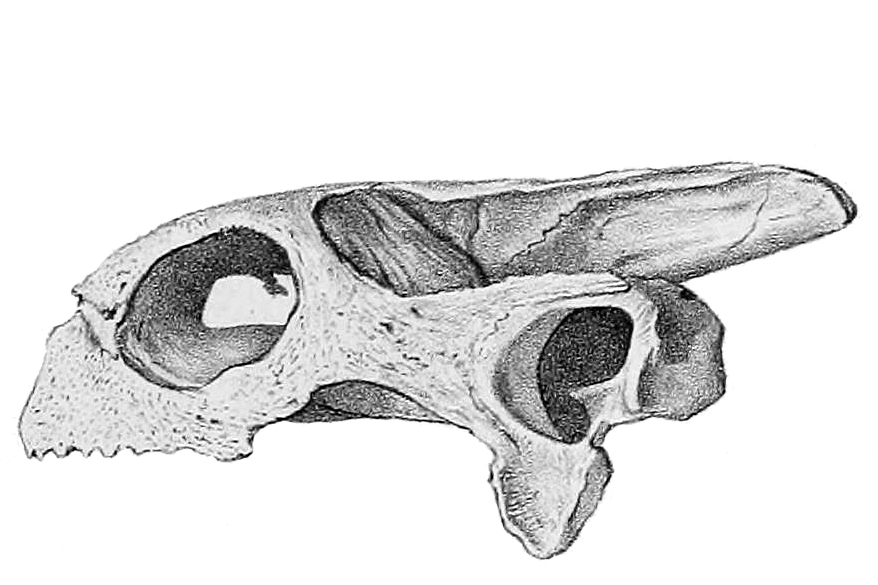
Schädel von Cylindraspis inepta
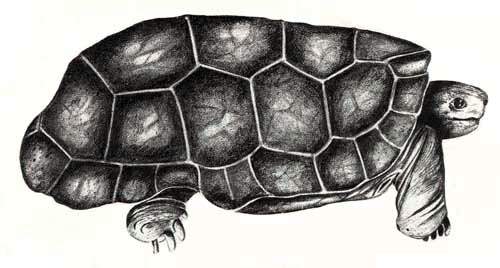
Cylindraspis  peltastes
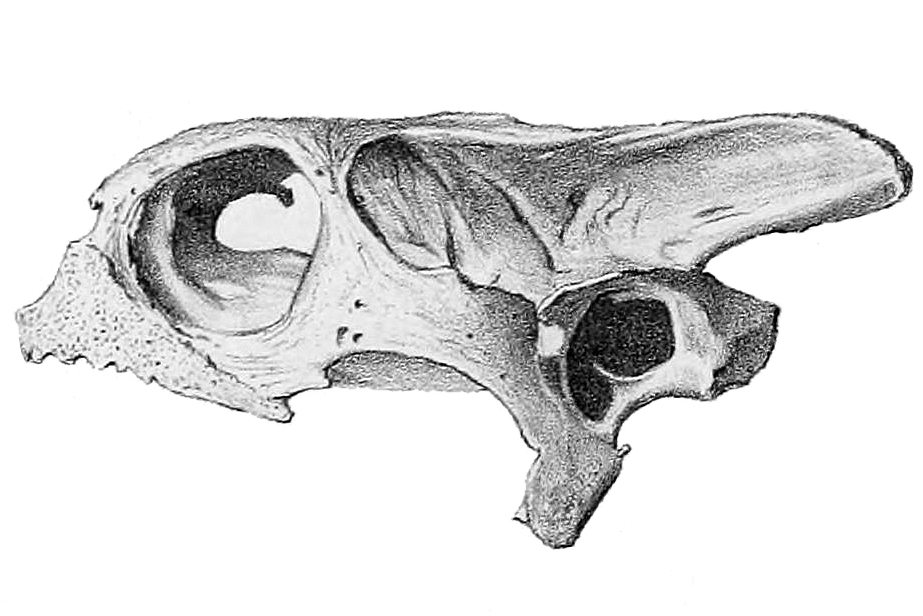
Schädel von Cylindraspis triserrata
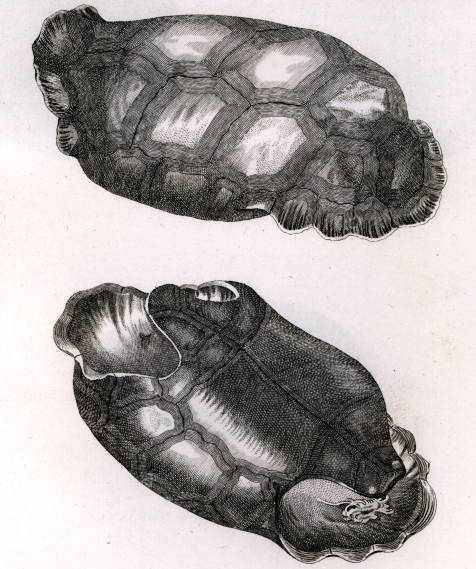
Cylindraspis vosmaeri
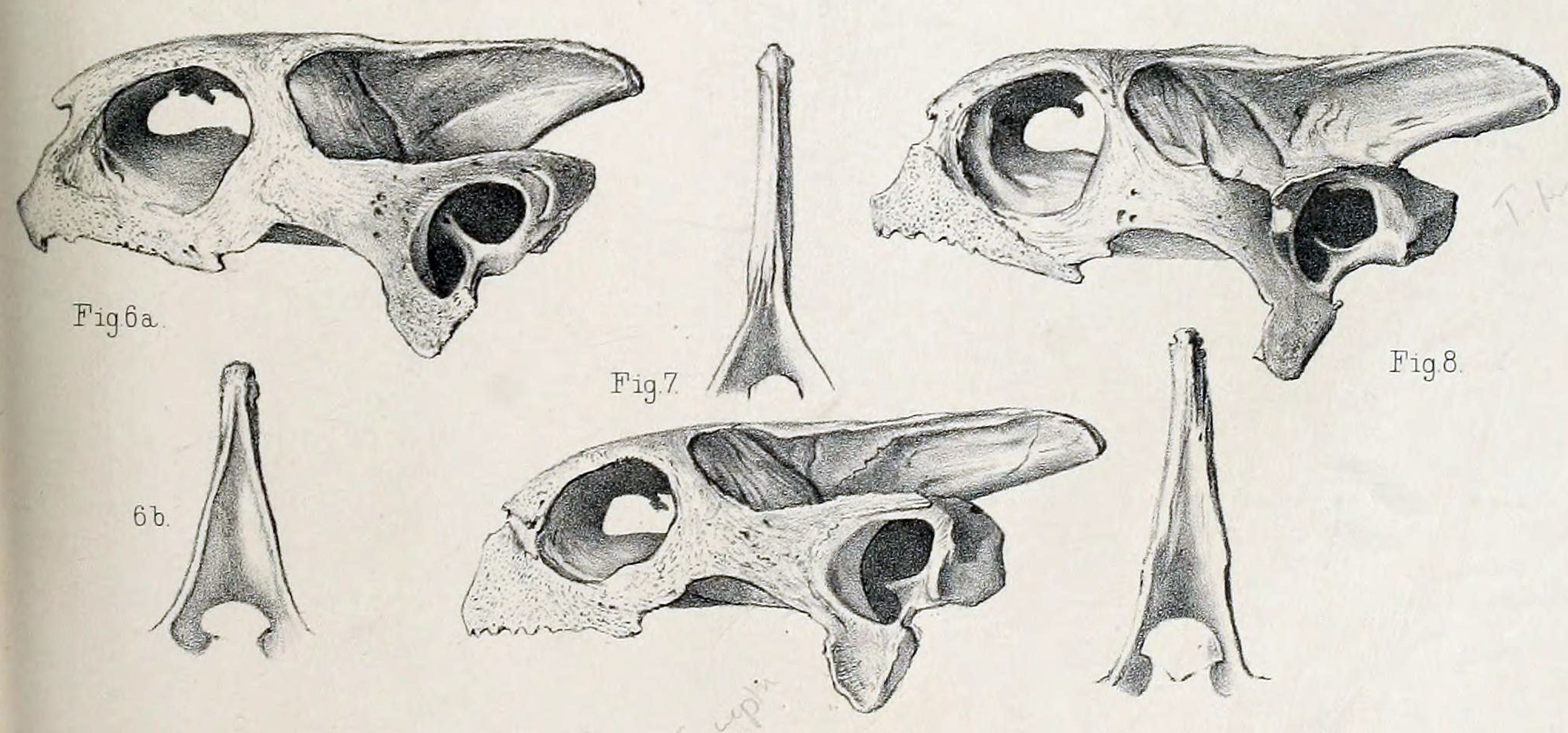
Schädel von drei Cylindraspis-Arten
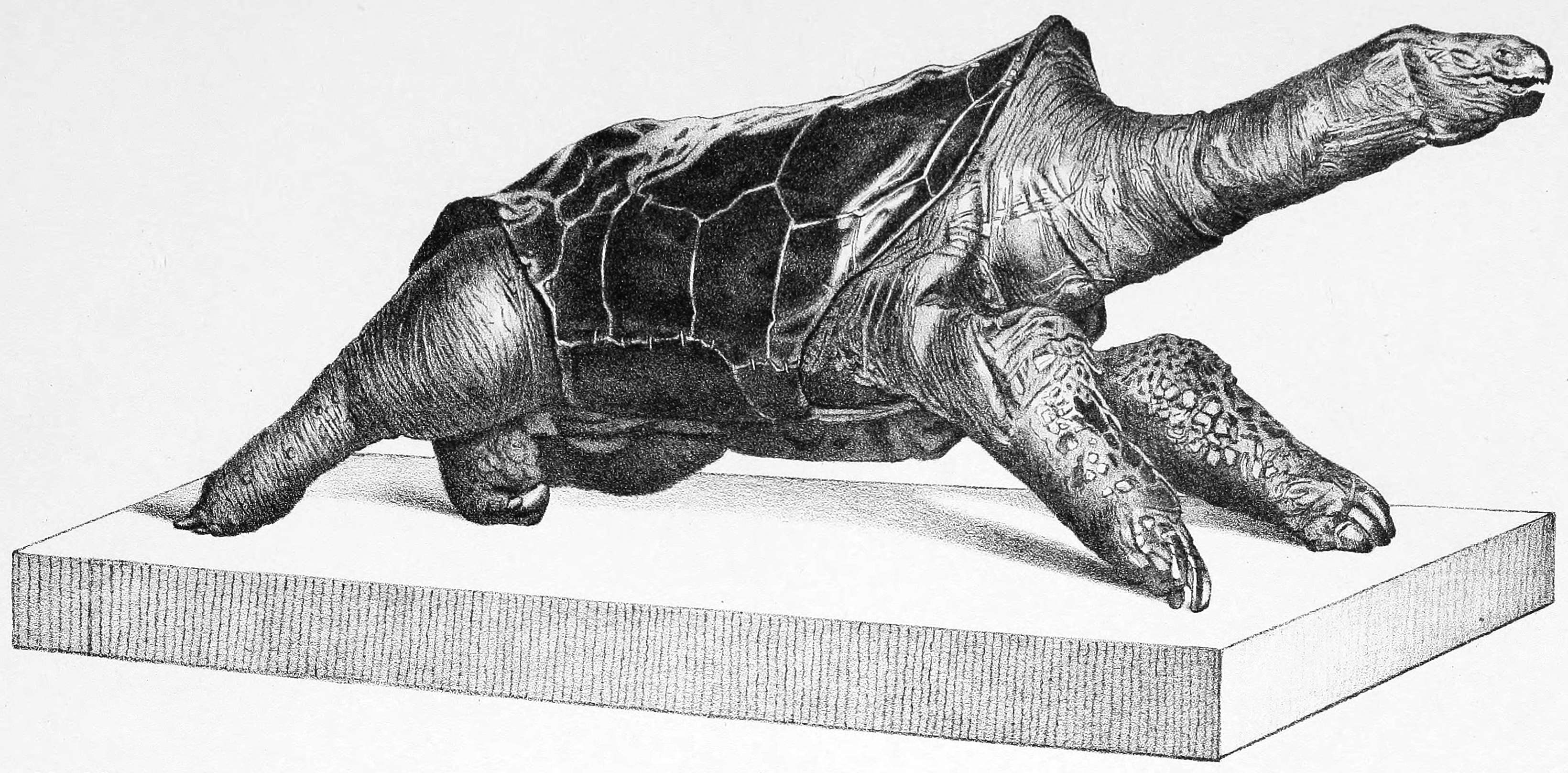
Cylindraspis vosmaeri
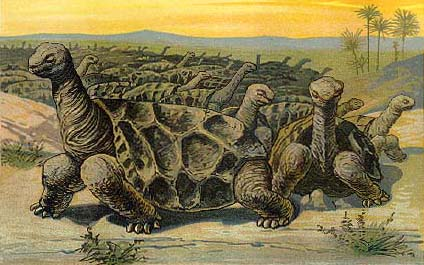
Zeichnung einer Herde von Cylindraspis vosmaeri auf Rodrigues
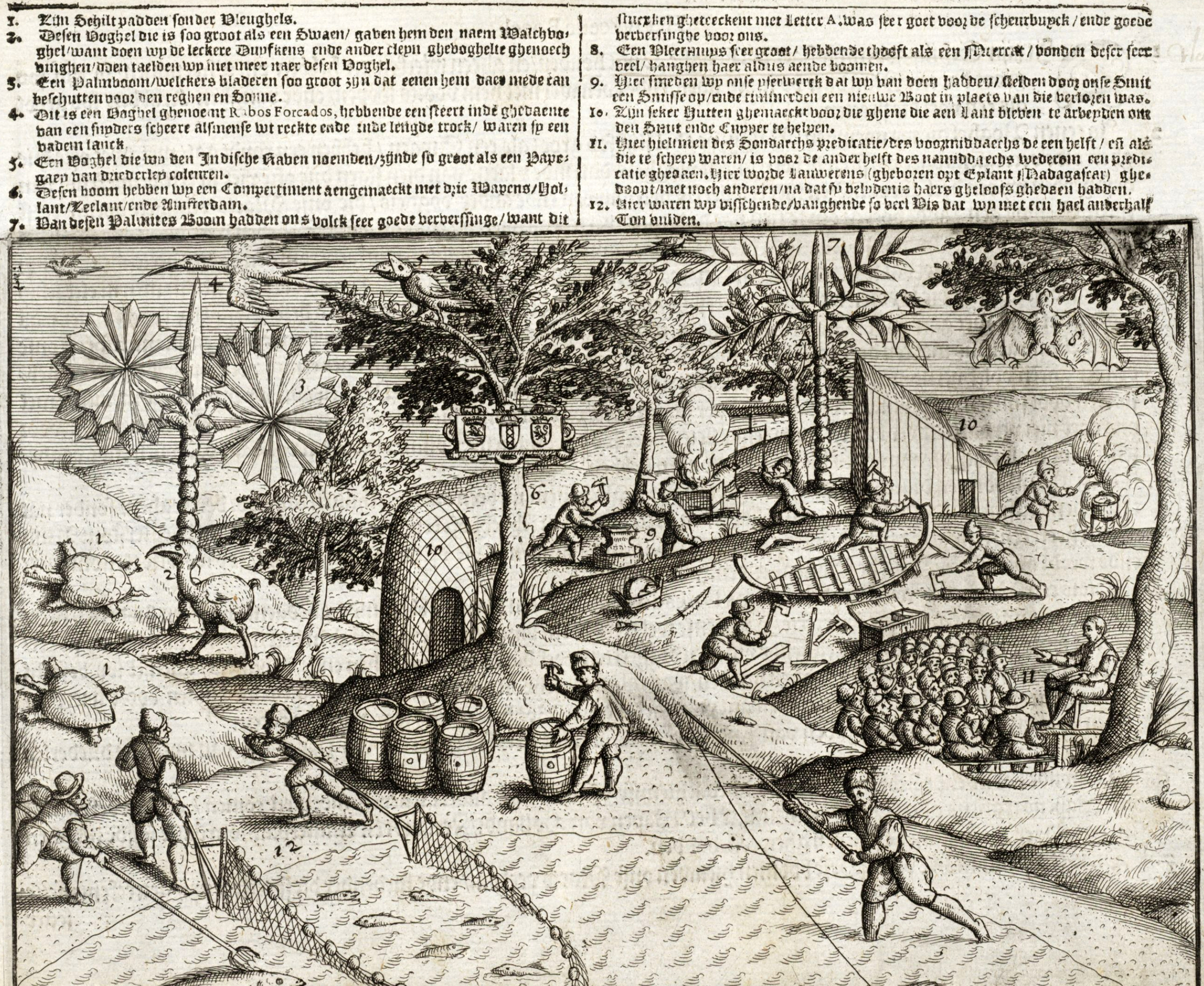
Zeichnung aus dem Jahr 1601 mit zwei Mauritius-Arten links
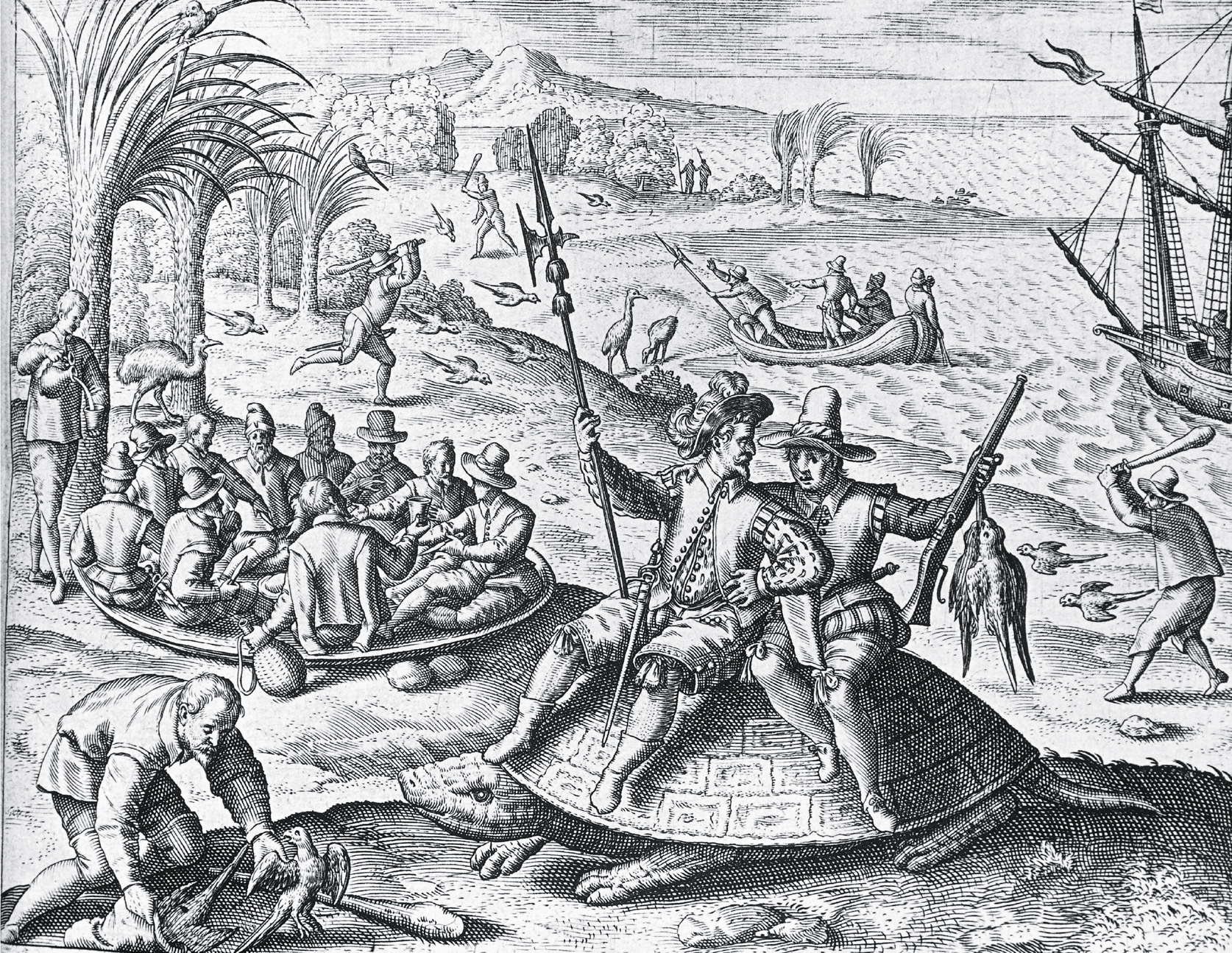
Niederländische Seeleute, die eine Gewölbte Mauritius-Riesenschildkröte im Jahre 1598 reiten